# Marta Romero
Marta Romero (Ponce, Puerto Rico, 8 de marzo de 1927 - ibídem, 31 de mayo de 2013) fue una actriz y cantante puertorriqueña, considerada una de las pioneras en la televisión puertorriqueña. En cine es conocida por su participación en películas como Ayer amargo (1959) y Amor perdóname (1968), y la película de Cantinflas, El señor doctor (1965).

## Retiro de la actuación
Romero se retiró del mundo artístico en 1976, para ingresar en la iglesia evangélica Defensores de la Fe. Al momento de su muerte, había vivido siete años en un hogar de beneficencia a raíz de la muerte de su esposo, Elías Najul Bez, y de estar aquejada del mal de Alzheimer.
El 21 de septiembre de 2013, casi cuatro meses después de su muerte, la ciudad de Ponce le dedicó la edición 2013 de su Día Mundial de Ponce. El 12 de diciembre de 2013, Romero fue homenajeada con una ceremonia y fue agregada a la lista de ciudadanos ilustres de Ponce en el Parque de los Ciudadanos Ilustres de Ponce en el Parque Tricentenario de Ponce.

## Filmografía
- Maruja (1959)
- Ayer amargo (1959)
- Mientras Puerto Rico duerme (1964)
- El señor doctor (1965)
- La fiebre del deseo (1966)
- La piel desnuda (1966)
- Casa de mujeres (1966)
- Matar es fácil (1966)
- Retablos de la Guadalupana (1967)
- Detectives o ladrones (1967)
- Un latin lover en Acapulco (1968)
- Amor perdóname (1968)
- La sombra del murciélago (1968)
- Las vampiras (1969)
- Cuando acaba la noche (1969)